# Archimyrmex
Archimyrmex este un gen dispărut de furnici din subfamilia Formicidae Myrmeciinae, descrisă de paleoentomologul Theodore Cockerell în 1923. Genul conține patru specii descrise, Archimyrmex rostratus, Archimyrmex piatnitzkyi, Archimyrmex smekali și Archimyrmex wedmannae. Archimyrmex este cunoscut dintr-un grup de fosile din Eocenul mijlociu care au fost găsite în America de Nord, America de Sud și Europa. Genul a fost plasat inițial în subfamilia Ponerinae, dar mai târziu a fost plasat în Myrmeciinae; acum se crede că este strămoșul genului primitiv existent Myrmecia din Australia. În ciuda acestui fapt, Archimyrmex nu este membru al niciunui trib și este considerat incertae sedis în Myrmeciinae. Cu toate acestea, unii autori cred că Archimyrmex ar trebui să fie atribuit drept incertae sedis în cadrul Formicidae. Aceste furnici pot fi caracterizate prin mandibule și lungimea corpului, variind de la 13,2mm la 30mm. De asemenea, au picioare lungi și subțiri și un mezosom alungit (torace) și pețiol.

## Descriere
În general, indivizii Archimyrmex au o capsulă care poartă un set de mandibule mărite, fie cu un contur dreptunghiular, fie triunghiular. Mandibulele au un aranjament mixt de dinți și denticule (dinți mai mici) pe marginea interioară. Ginecele au picioare lungi și mezszomul lung, un pețiol alungit (o talie îngustă între mezosom și gaster) care este de obicei neted ca profil pe suprafața superioară. Structura pețiolului în combinație cu o constricție mică sau deloc între segmentele abdominale III și IV este unică pentru gen și o separă de celelalte genuri Myrmeciinae.